# Dobrosułów
Dobrosułów is een plaats in het Poolse district  Krośnieński (Lubusz), woiwodschap Lubusz. De plaats maakt deel uit van de gemeente Bytnica en telt 500 inwoners.